# Holman Malunga
Holman Malunga (ur. 13 maja 1965 – zm. maj 2001) – malawijski piłkarz grający na pozycji pomocnika. W swojej karierze rozegrał 57 meczów i strzelił 3 gole w reprezentacji Malawi.

## Kariera klubowa
Swoją karierę piłkarską Malunga rozpoczął w klubie Limbe Leaf Wanderers. W 1990 roku został z nim mistrzem kraju. W latach 1991–1993 grał w południowoafrykańskim Mamelodi Sundowns FC. W 1993 roku został z nim mistrzem RPA. W latach 1994–1995 ponownie grał w Limbe Leaf Wanderers, z którym w 1995 roku zakończył karierę. W 1995 roku został z nim mistrzem Malawi.

## Kariera reprezentacyjna
W reprezentacji Malawi Malunga zadebiutował 8 marca 1984 w zremisowanym 2:2 meczu Pucharu Narodów Afryki 1984 z Nigerią, rozegranym w Bouaké. Na tym turnieju zagrał również w grupowym meczu z Ghaną (0:1). W kadrze narodowej od 1984 do 1995 wystąpił 57 razy i strzelił 3 gole.